# Benjamín Cann
Benjamín Cann (n. 9 de agosto de 1953, Ciudad de México) es un destacado director mexicano de cine,  televisión y teatro, además de guionista y editor. Ha dirigido muchas telenovelas, además de películas y series de televisión.

## Filmografía

### Director de escena
Televisa
- El pecado de Oyuki (1987)
- Dos vidas (1988)
- Morir para vivir (1989)
- Segunda parte de María Mercedes (1992)
- Buscando el paraíso (1993-1994)
- La sombra del otro (1996)
- Primera parte de Cañaveral de pasiones (1996)
- Pueblo chico, infierno grande (1997)
- Una luz en el camino (1998)
- DKDA (1999-2000)
- La otra (2002)
- Rubí (2004)
- Amarte es mi pecado (2004)
- Segunda parte de Apuesta por un amor (2004-2005)
- Primera parte de Código postal (2006-2007)
- S.O.S.: Sexo y otros secretos (2007-2008)
- Palabra de mujer (2007-2008)
- Los exitosos Pérez (2009)
- Segunda parte de Mar de amor (2009-2010)
- La fuerza del destino (2011)
- Por ella soy Eva (2012)
- Mentir para vivir (2013)
- Qué pobres tan ricos (2013-2014)
- Antes muerta que Lichita (2015-2016)
- La doble vida de Estela Carrillo (2017)
- Papá a toda madre (2017-2018)
- Doña Flor y sus dos maridos (2019)
- Vencer el miedo (2020)
- Vencer el desamor (2020-2021)
- Vencer el pasado (2021)
- Vencer la ausencia (2022)
- Vencer la culpa (2023)
- Papás por conveniencia (2024-2025)

## Premios y nominaciones

### Premios TVyNovelas
| Año  | Categoría                   | Telenovela                       | Resultado |
| ---- | --------------------------- | -------------------------------- | --------- |
| 1997 | Mejor dirección de escena   | Cañaveral de pasiones            | Ganador   |
| 2003 | Mejor dirección de escena   | La otra                          | Ganador   |
| 2008 | Mejor serie hecha en México | S.O.S.: Sexo y otros secretos    | Nominado  |
| 2009 | Mejor dirección de escena   | Los exitosos Pérez               | Nominado  |
| 2009 | Mejor serie hecha en México | S.O.S.: Sexo y otros secretos    | Nominado  |
| 2013 | Mejor dirección de escena   | Por ella soy Eva                 | Ganador   |
| 2014 | Mejor dirección de escena   | Mentir para vivir                | Ganador   |
| 2015 | Mejor dirección de escena   | Que pobres tan ricos             | Nominado  |
| 2016 | Mejor dirección de escena   | Antes muerta que Lichita         | Nominado  |
| 2018 | Mejor dirección de escena   | Papá a toda madre                | Nominado  |
| 2018 | Mejor dirección de escena   | La doble vida de Estela Carrillo | Nominado  |

### Premios ACE 1988
| Categoría      | Telenovela         | Resultado |
| -------------- | ------------------ | --------- |
| Mejor Director | El pecado de Oyuki | Ganador   |

### Asociación de Cronistas de Espectáculos de Nueva York ACE
| Año  | Categoría      | Telenovela           | Resultado |
| ---- | -------------- | -------------------- | --------- |
| 2014 | Mejor Director | Qué pobres tan ricos | Ganador   |